# Liste der Bodendenkmale in Alsleben (Saale)
In der Liste der Bodendenkmale in Alsleben (Saale) sind alle Bodendenkmale der Stadt Alsleben (Saale) und ihrer Ortsteile aufgelistet. Grundlage ist die Veröffentlichung der Landesdenkmalliste mit Stand vom 25. Februar 2016.  Die Baudenkmale sind in der Liste der Kulturdenkmale in Alsleben (Saale) aufgeführt.
| Denkmal-ID | Fundart            | Ortsteil | Bezeichnung                   | Zeitstellung | Lage            | Bemerkungen | Bild |
| ---------- | ------------------ | -------- | ----------------------------- | ------------ | --------------- | --- | ---- |
| 428300480  | Befestigung > Burg | Alsleben | Talrandburg (Kloster+Schloss) | Mittelalter  | Ortslage (Lage) | Teil der Ortschaftsstruktur. Neben Stadt auch private Flächeneigentümer. Zentraler Teil der ehemaligen Kloster- bzw. der Schlossanlage stark verunkrautet und vermüllt. Mitunter Abrissecken ersichtlich. |      |